# Tropidia notata
Tropidia notata är en tvåvingeart som först beskrevs av Jacques-Marie-Frangile Bigot 1882.  Tropidia notata ingår i släktet eldblomflugor, och familjen blomflugor. Inga underarter finns listade i Catalogue of Life.